# هنسن (کنتاکی)
هنسن (به انگلیسی: Hanson) شهری در ایالت کنتاکی کشور ایالات متحده آمریکا است که جمعیت آن در سرشماری سال ۲۰۱۰ میلادی، ۷۴۲ نفر بوده‌است.